# Samson Xenofontowitsch Suchanow

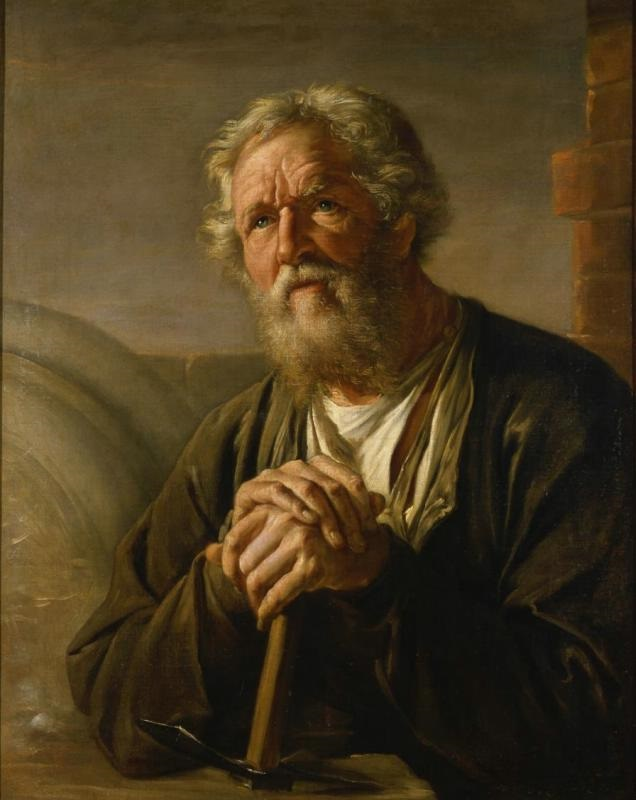
Samson Xenofontowitsch Suchanow (W. A. Tropinin, 1823, Tropinin-Museum, Moskau)

Samson Xenofontowitsch Suchanow (russisch Самсон Ксенофонтович Суханов; * 1766 im Dorf Sawoteschiza bei Krasnoborsk, Gouvernement Archangelgorod; † 14. Maijul. / 26. Mai 1844greg. in St. Petersburg) war ein russischer Steinmetz und Bildhauer.

## Leben
Schon mit 9 Jahren begann Suchanow als Knecht zu arbeiten. Dann arbeitete er in Treidler-Kolonnen an der Nördlichen Dwina und an der Wolga. 1783–1793 war er Pelzjäger im Norden und auf Spitzbergen. 1798 kehrte er nach Hause zurück und heiratete eine Witwe mit Haus und drei Kindern aus dem Nachbardorf Gortschinska.
Um 1800 ging Suchanow nach St. Petersburg und arbeitete unter der Leitung seines Schwagers Kopylew am Bau  der Michaelsburg mit, wobei er schnell das Steinmetz-Handwerk erlernte. Insbesondere erfand er eine schonende Methode zum Aufbrechen des harten Granits ohne Schießpulver, bekannt als Suchanow-Methode. Er war bald als geschickter Steinmetz, Bildhauer und Bauhandwerker bekannt. Das verdiente Geld investierte er in Handelsgeschäfte. 1807 wurde er in die St. Petersburger Kaufmannschaft aufgenommen.
Für Jean-François Thomas de Thomons Rostrasäulen am Ostende der Wassiljewski-Insel stellte Suchanow 1810 die Säulen her. Ein Beispiel seiner Meisterschaft waren die großen Granitkugeln am Ostende der Wassiljewski-Insel, die er ohne Benutzung von Messinstrumenten anfertigte, Für diese Arbeit wurde er mit einem Kaftan mit Zarenschulterstück ausgezeichnet. Während des langjährigen Baus der Kasaner Kathedrale war er Hauptbauführer. Für den 1811 verstorbenen Grafen Alexander Stroganow schuf er eine Granit-Büste, die von Liebhabern sehr geschätzt wurde.
Für das Minin-und-Poscharski-Denkmal des Bildhauers Iwan Martos auf dem Roten Platz in Moskau schuf Suchanow das Postament. Für die Siegessäule (Alexandersäule) auf dem Schlossplatz in Riga zur Feier des Sieges im Französisch-Russischen Krieg 1812 fertigte Suchanow die Säule an, die 1817 aufgestellt wurde (nicht erhalten). Werke Suchanows gibt es auch in Strelna, Pawlowsk, Peterhof, Zarskoje Selo und Schlüsselburg.
Suchanow wohnte in St. Petersburg in einem dreistöckigen Steinhaus an dem Fluss Prjaschka, das er nach dem Kauf 1807 umgebaut und mit viel Granit ausgestattet hatte. Er leitete einen Artel mit einigen Hundert seiner Landsleute. Nach 1830 gingen seine Geschäfte zurück. Er erhielt nicht den Auftrag für die Anfertigung und Aufstellung eines Teils der Säulen für die Isaakskathedrale. Bei der Herstellung der Alexandersäule in St. Petersburg war er nicht beteiligt, aber es wurde die Suchanow-Methode bei der Formung der Säule angewandt.
Als der Bildhauer Boris Orlowski 1829 den Wettbewerb für den Bau der Denkmäler für Michael Andreas Barclay de Tolly und Michail Kutusow vor der Kasaner Kathedrale in St. Petersburg gewann und zusammen mit dem Architekten Wassili Stassow die Arbeit begann, übernahm Suchanow die Herstellung der Postamente. Als während eines Sturms auf dem Ladogasee das Schiff mit den Steinen für die Postamente der Denkmäler versank, musste er zur Behebung des Schadens sein gesamtes Hab und Gut verkaufen. 1837 wurden die Denkmäler aufgestellt.

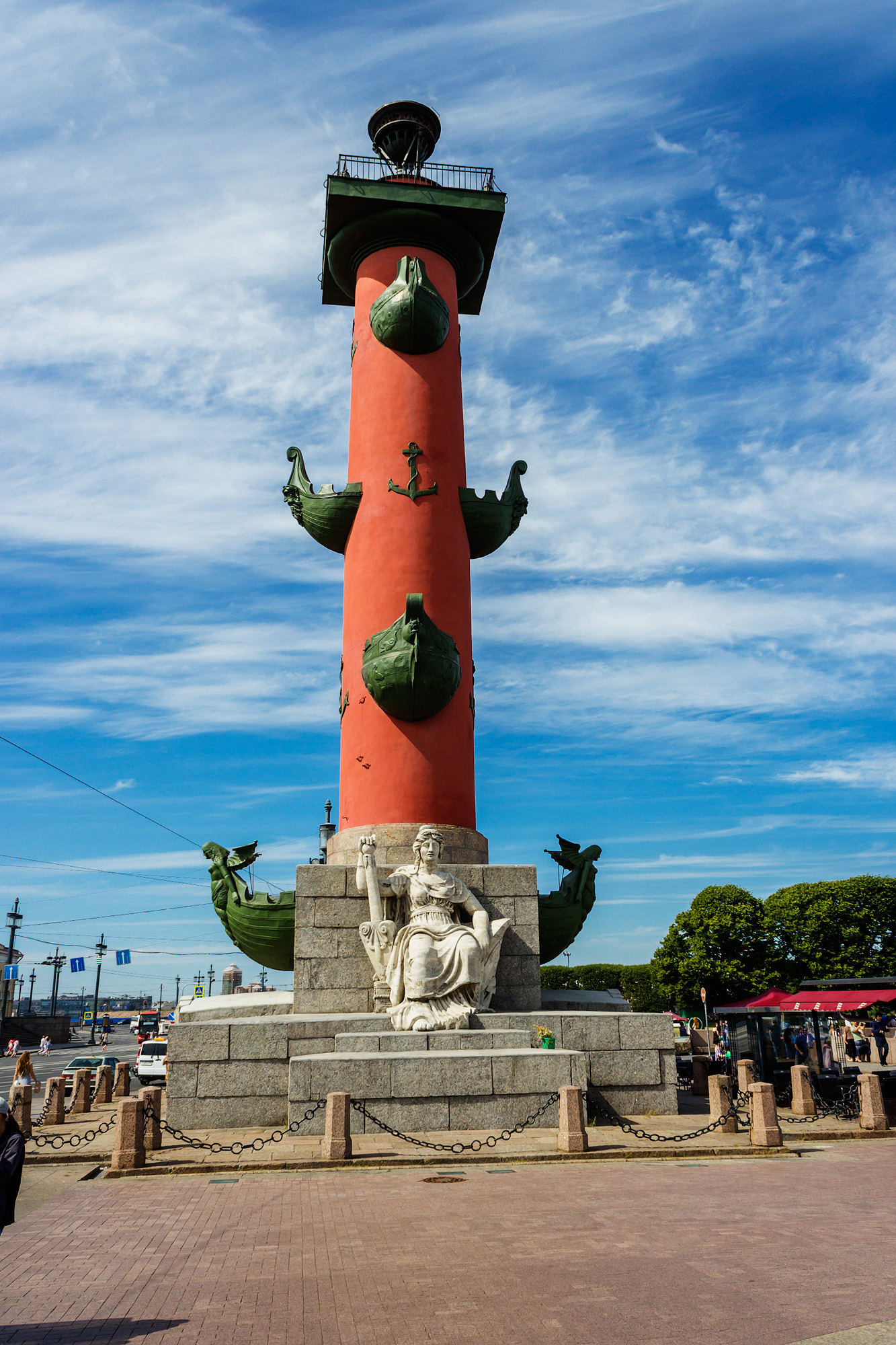
Rostrasäule, Wassiljewski-Insel, St. Petersburg
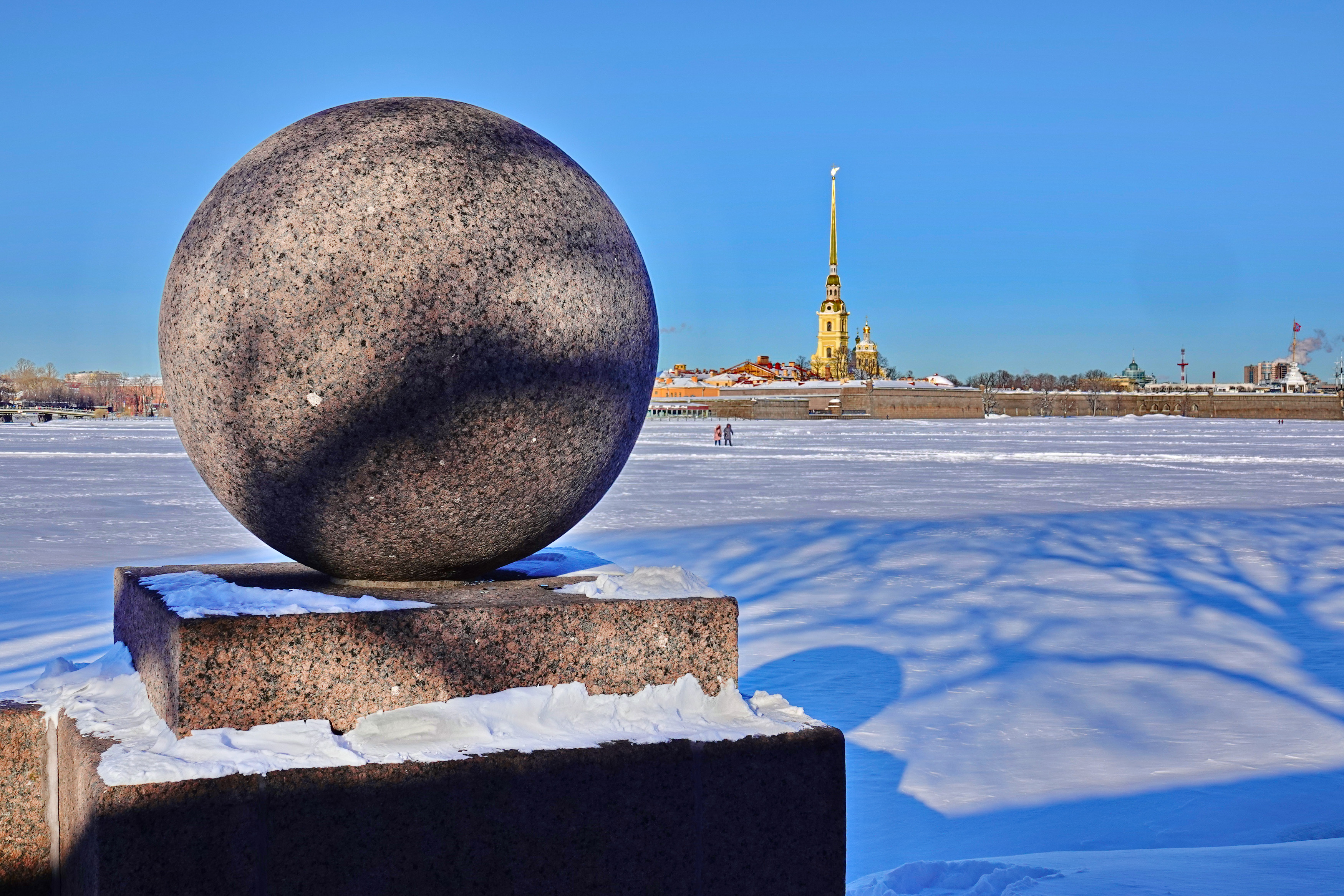
Granitkugel,  Wassiljewski-Insel, St. Petersburg
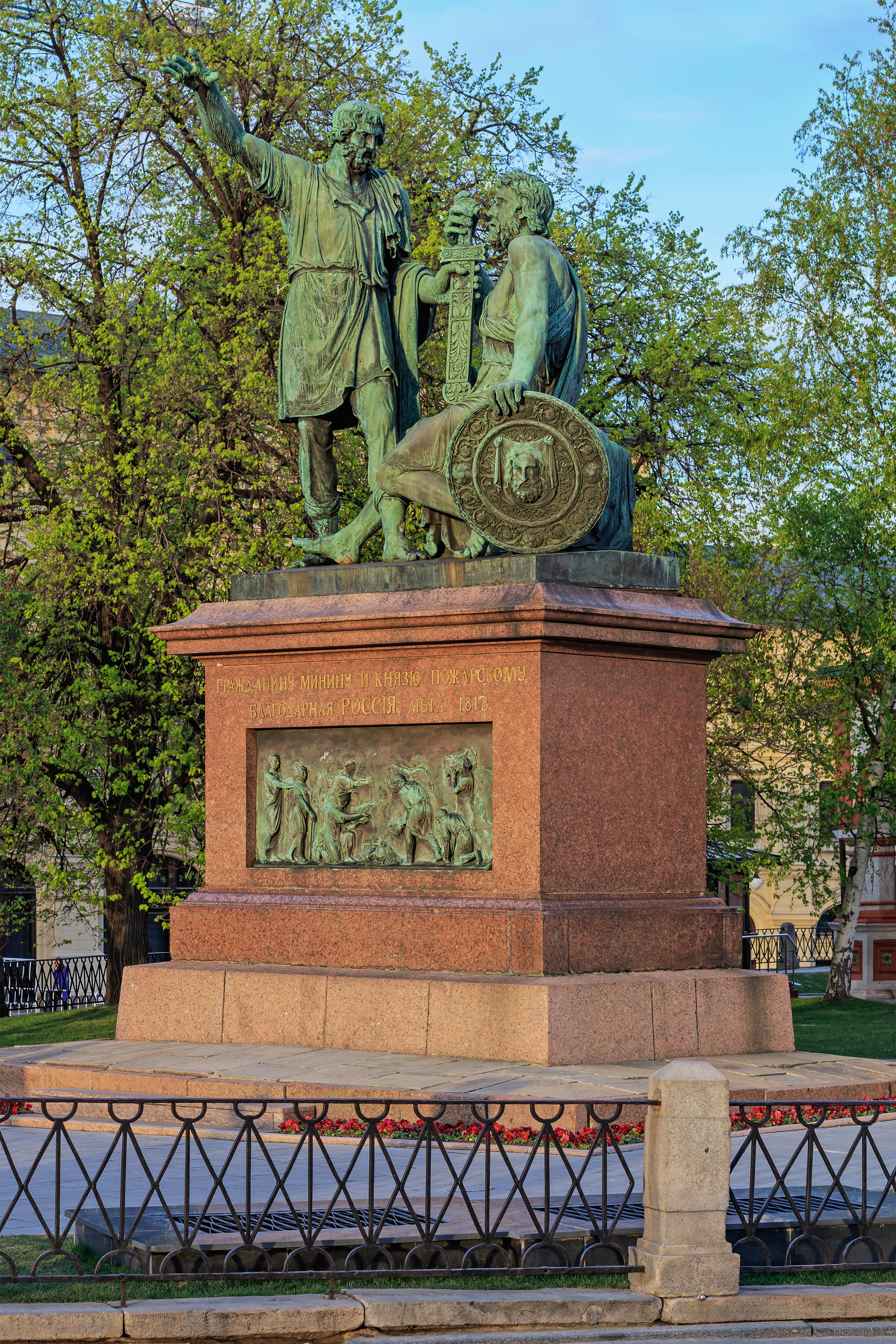
Minin-und-Poscharski-Denkmal, Roter Platz, Moskau
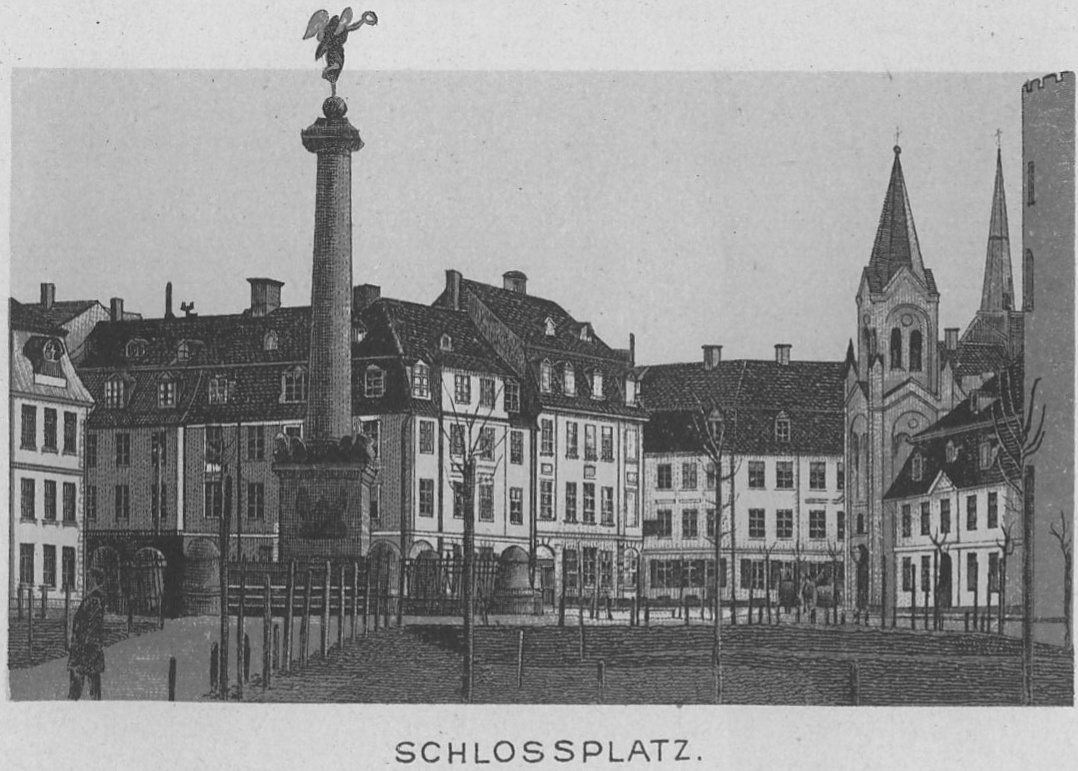
Siegessäule, Riga
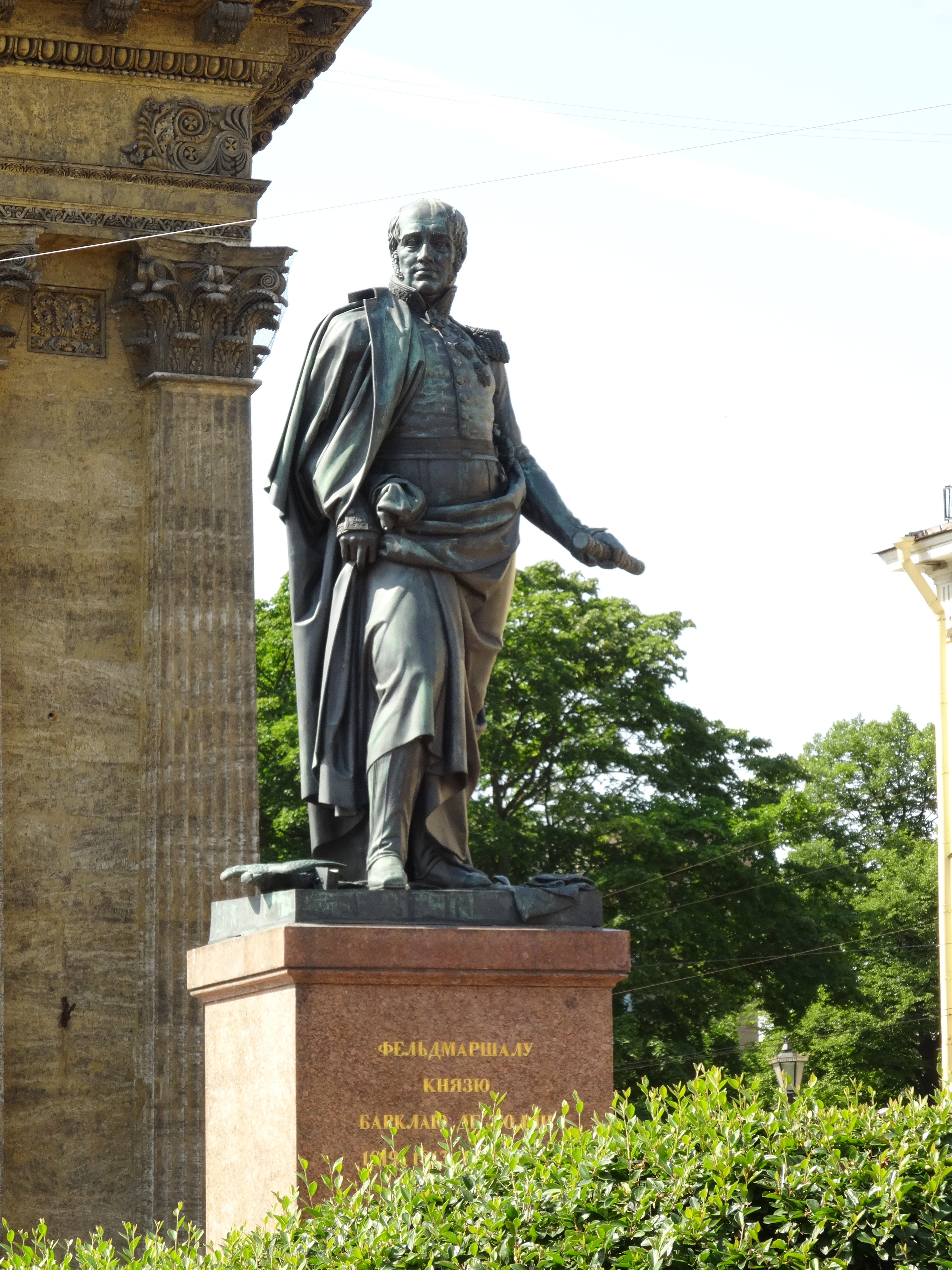
Barclay-de-Tolly-Denkmal vor der Kasaner Kathedrale, St. Petersburg
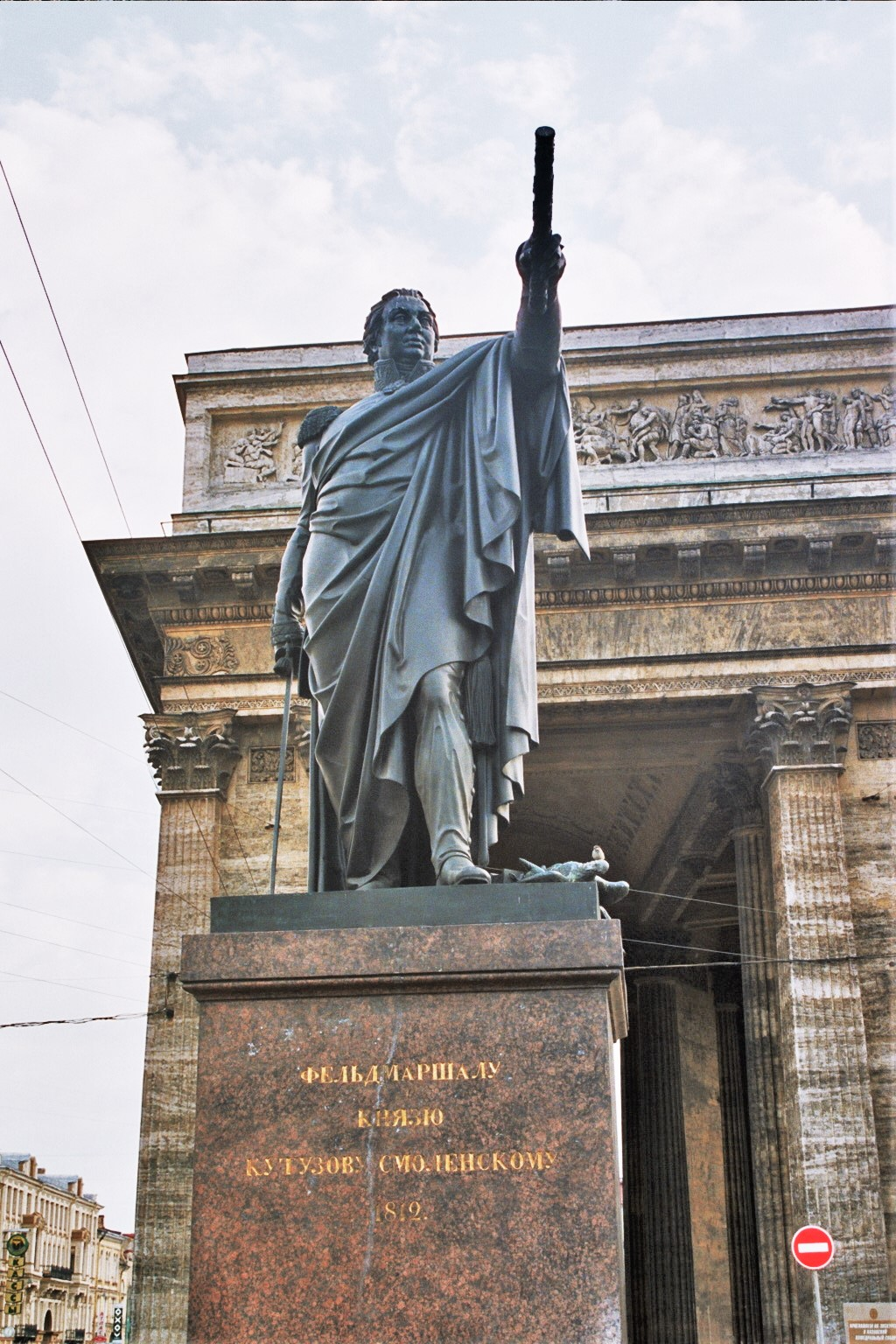
Kutusow-Denkmal  an der Kasaner Kathedrale, St. Petersburg